# Jūjahī
Jūjahī (persiska: جوجهی, جوجَهی) är en ort i Iran.   Den ligger i provinsen Västazarbaijan, i den nordvästra delen av landet, 600 km väster om huvudstaden Teheran. Jūjahī ligger 1 896 meter över havet och antalet invånare är 920.
Terrängen runt Jūjahī är varierad. Runt Jūjahī är det ganska tätbefolkat, med 185 invånare per kvadratkilometer. Jūjahī är det största samhället i trakten. Trakten runt Jūjahī består i huvudsak av gräsmarker.